# Anneau de Zinn
Muscles obliques : 6 = supérieur, 8 = inférieur,
Autres muscles : 9 = muscle élévateur de la paupière supérieure
L' anneau de Zinn, également connu sous le nom de tendon annulaire ou anneau tendineux commun, est un anneau de tissu fibreux entourant le nerf optique à son entrée au sommet de l'orbite. Il est à l'origine commune des quatre muscles droits de l’œil (muscles extraoculaires).
Il peut être utilisé pour diviser les régions de la fissure orbitaire supérieure(la fissure orbitaire supérieur est également connu sous le nom de fente sphénoïdale).
Les artères entourant le nerf optique sont parfois appelées le "cercle de Zinn-Haller" ("CZH"). Cette structure vasculaire est aussi parfois appelée "cercle de Zinn".
Les structures suivantes traversent l'anneau tendineux (du supérieur à l'inférieur) :
- Division supérieure du nerf oculomoteur (CNIII)
- Nerf naso-ciliaire (branche du nerf ophtalmique)
- Division inférieure du nerf oculomoteur (CNIII)
- Nerf Abducens (CNVI)
- la racine sympathique du ganglion ciliaire ou ganglion ophtalmique
- les veines ophtalmiques

## Parties
Certaines sources distinguent plus précisément cet anneau, l'anulus tendineus communis étant la structure mère, divisée en deux parties :
- une inférieure, le ligament ou tendon de Zinn, qui donne l'origine du droit inférieur, une partie du droit médial, et l'origine inférieure de la tête du droit latéral.
- une supérieure, qui donne l'origine au droit supérieur, au reste du droit médial et à la tête supérieure du droit latéral. Cette bande supérieure est parfois appelée le tendon supérieur de Lockwood .

## Éponyme
Il porte le nom de Johann Gottfried Zinn,. Il ne doit pas être confondu avec la zonule de Zinn, bien qu'il soit nommé après la même personne.